# Parada La Reja
La Reja es una estación ferroviaria de la localidad homónima, partido de Moreno, Provincia de Buenos Aires, Argentina.

## Servicios
La estación corresponde a la Línea Sarmiento de la red ferroviaria argentina, en el servicio diésel que conecta las terminales Moreno y Mercedes.